# 4-Iodsalicylsäure
4-Iodsalicylsäure ist eine chemische Verbindung, die sowohl zu den Phenolsäuren als auch zu den Halogenaromaten gehört und sich formal von der Salicylsäure ableitet. Due Kristalle bilden farblose Nadeln, die sich bei 200 °C braun verfärben.

## Darstellung
Die Synthese von 4-Iodsalicylsäure geht von der Acetylierung von 4-Nitro-o-toluidin aus.

## Reaktionen
4-Iodsalicylsäure bildet mit Eisen(III)-chlorid eine rotviolette Färbung.
Die Veresterung mit Methanol ergibt den Methylester (CAS-Nummer: 18179-39-0) mit einem Schmelzbereich von 69 bis 73 °C.
Der Ethylester hat einen Schmelzpunkt von 112 °C.
Ein weiteres Derivat ist die durch Acetylierung darstellbare 4-Iodacetylsalicylsäure (Schmelzpunkt 156 °C).